# Conde (São Tomé i Príncipe)
Conde és una localitat de São Tomé i Príncipe. Es troba al districte de Lobata, al nord de l'illa de São Tomé. La seva població és de 1.807 (2008 est.). Es troba al sud-est de Guadalupe en la carretera EN-1 que l'enllaça amb São Tomé a l'est i Neves a l'oest. Al nord-est hi ha una petita carrera que l'enllaça amb Micoló.

## Evolució de la població
| 2001  | 2008  |
| 1.585 | 1.807 |